# Mosze Kupferman
Mosze Kupferman (hebr. משה קופפרמן, ur. 12 sierpnia 1926 w Jarosławiu, zm. 20 czerwca 2003 w Izraelu) – izraelski artysta malarz.

## Życiorys
Mosze Kupferman urodził się 12 sierpnia 1926 roku w Jarosławiu, w Polsce w ortodoksyjnej rodzinie żydowskiej. W 1941 roku, wraz z rodziną został zesłany do obozów odosobnienia w Kazachstanie i na Uralu. Po śmierci rodziców i siostry oraz po zakończeniu wojny, powrócił do Europy: początkowo do Polski a następnie mieszkał w obozach dla dipisów w Niemczech.
W 1948 roku wyemigrował do Izraela. Był jednym z założycieli kibucu Bojowników Getta w Galilei, w którym mieszkał i tworzył aż do swojej śmierci. Krytycy odnajdują w jego dziełach odzwierciedlenie surowego stylu życia kibucowego.
Żonaty z Mią Simhoni, z którą miał trójkę dzieci.
Zmarł 20 czerwca 2003 roku w kibucu Bojowników Getta, w Izraelu.

## Wykształcenie
Przed wojną, w Jarosławiu uczęszczał do lokalnego chederu, oraz przez rok do polskiego gimnazjum.
Mosze Kupferman zaczął rysować w 1947 podczas pobytu w obozach tranzytowych w Niemczech. Uczęszczał na wykłady z historii sztuki i spędzał czas w Pinakotece w Monachium. Jednak naukę rysunku rozpoczął dopiero po przyjeździe do Izraela. W kibucu Ein Harod uczył się w 1953 roku rysunku od Haima Attara, izraelskiego malarza ekspresjonisty. Brał także udział w szkole letniej organizowanej w kibucu Na’an przez Josepha Zaritskiego oraz Awigdora Stemackiego, liderów modernistycznej grupy Nowe Horyzonty. W 1961 roku przebywał przez 6 miesięcy w Paryżu, gdzie poznał twórczość Nouveaux Realistes i szkoły paryskiej, co miało wpływ na jego styl artystyczny.
W Izraelu zdobył też zawód murarza i pracował jako robotnik budowlany w kibucu Bojowników Getta – kibucu, który współtworzył i gdzie mieszkał do śmierci.

## Wystawy
Jego pierwsza wystawa indywidualna miała miejsce w 1960 roku w Chemerinsky Gallery w Tel Awiwie, wcześniej swoje prace prezentował też na wystawach zbiorowych (1952 – w kibucu Hameuchad, w Na’an, 1958 – Muzeum Sztuki Tel Awiwu, Dizengoff House).
W 1969 miała miejsce jego pierwsza obszerna wystawa indywidualna w państwowej instytucji (Muzeum Izraela). Od tego czasu wystawiał m.in. w Muzeum Sztuki Współczesnej w Hajfie (1972), Stedelijk Museum w Amsterdamie (1981), Muzeum Narodowym w Sztokholmie (1981), w Centrum Pompidou w Paryżu (1987) i w Muzeum Żydowskim w Paryżu. W 2002 roku w Muzeum Izraela odbyła się duża wystawa indywidualna prac Mosze Kupfermana, której kuratorem był Jona Fischer. Wystawa ta odnowiła dyskusję na temat prac Kupfermana.
Jego prace były też prezentowane na wystawach zbiorowych:
- w Izraelu: w Muzeum Sztuki Tel Awiwu (1965, 1984), Muzeum Izraela w Jerozolimie (1974, 1991, 1994);
- w Europie: Louisiana Museum of Modern Art w Danii (1977), Koninklijk Museum of Fine Arts w Antwerpii (1985), Centro Cultural de la Villa w Madrycie (1985), Palace Robert w Barcelonie (1985), XLII Biennale Sztuki w Wenecji (1986), Fundação Calouste Gulbenkian w Lizbonie (1991);
- Kanadzie: Saidye Bronfman Centre for the Arts w Montrealu (1993);
- oraz w USA: Worcester Art Museum USA (1975), Los Angeles County Museum of Art (1978), The Bronx Museum of the Arts i University of Rochester: Memorial Art Gallery (1980), nowojorskim The Jewish Museum (1981, 1989), Albright-Knox Art Gallery w Buffalo (1989), Detroit Institute of Arts (1991) oraz Carnegie International w Pittsburghu (1995).

W Polsce jego dzieła były wystawiane po raz pierwszy w 1993 roku na wystawie indywidualnej – „Mosze Kupferman: prace na papierze”, która miała miejsce jednocześnie w Muzeum Sztuki w Łodzi i w Centrum Sztuki Współczesnej w Warszawie. Potem w 1995 roku w Zachęcie – Państwowej Galerii Sztuki w Warszawie na wystawie zbiorowej „Gdzie jest brat twój, Abel?” (kuratorka: Anda Rottenberg).

## Nagrody i wyróżnienia
- 1971: Nagroda Schiff przyznawana przez urząd miasta Hajfy
- 1972: Nagroda Sandberga przyznawana przez Muzeum Izraela
- 1991: Nagroda Haima Gamzou na Rzecz Rozwoju Sztuk, przyznawana przez Muzeum Sztuki Tel Awiwu
- 1996: Nagroda Sussmana za malarstwo Holocaustu, Jad Waszem
- 1998: Nagroda Eugena Kolba dla izraelskich sztuk graficznych, Muzeum Sztuki Tel Awiwu
- 2000: Nagroda Izraela w kategorii: malarstwo, wraz z Michaelem Grossem i Michą Bar Amem